# Scraggane Bay
Scraggane Bay är en vik i republiken Irland.   Den ligger i grevskapet Ciarraí och provinsen Munster, i den sydvästra delen av landet, 280 km väster om huvudstaden Dublin.